# الأبناء (قبيلة)
الأبناء هي تسمية تطلق على العناصر اليمنية ذات الأصل الإعرابي التي قدمت إلى اليمن في النصف الأول من القرن السادس الميلادي، في حملة أرسلها كسرى فارس (أنو شروان) لنجدة سيف بن ذي يزن في حربه ضد الوجود الحبشي.

## التسمية
يرى بيستون أن "الأبناء" مصطلح قديم يظهر في نقوش اليمن القديم بصيغة "ذو أبنو أعربان"، واستعمل المسلمون في العراق لاحقاً المصطلح نفسه للإشارة غلى القوات ذات الأصول الأجنبية، واستعمله المصريون بصيغة "أولاد الناس" للإشارة إلى أبناء الجيل الثاني من المماليك.

## نبذة
سموا بـ”الأبناء” لأنهم مكثوا في اليمن وخلفوا فيها، وأخلافهم يتواجدون في بني حشيش الواقعة شرقي صنعاء وفي خولان وسنحان وفي بني حشيش قريتان منسوبتان إليهم هما: قريتا (الفرس) و(الأبناء) الواقعتان في وادي السر من بني حُشيش.
وقد برز منهم عدة أعلام في الشعر والحديث والقضاء، منهم: وهب بن منبه الأبناوي، وأبو عبد الرحمن بن زيد الأبناوي الصنعاني الذي روى عنه الترمذي في سننه عدة أحاديث، وقاضي صنعاء أيام المنصور العباسي محمد بن يوسف الأبناوي، والعالم هشام بن يوسف الأبناوي أحد رواة الصحيحين، ومن شيوخ الإمام محمد بن إدريس الشافعي.